# Maurice Ransford
Maurice Ransford (* 3. August 1896 in Terre Haute, Indiana; † 25. August 1968 in San Diego, Kalifornien) war ein US-amerikanischer Artdirector und Szenenbildner, der drei Mal für den Oscar für das beste Szenenbild nominiert war.

## Leben
Ransford absolvierte nach dem Schulbesuch ein Studium der Architektur und war danach als Architekt tätig, ehe er 1940 seine Laufbahn als Szenenbildner in der Filmwirtschaft Hollywoods begann. Während seiner bis 1961 dauernden dortigen Tätigkeit war er durchgehend bei der Filmproduktionsgesellschaft 20th Century Fox tätig und arbeitete dort insbesondere mit Kollegen wie Richard Day und Lyle R. Wheeler zusammen. Seine erste Arbeit als Szenenbildner fand 1940 für die Filmbiografie Treck nach Utah von Henry Hathaway mit Tyrone Power, Linda Darnell und Dean Jagger in der Titelrolle als Brigham Young statt.
Bei der Oscarverleihung 1946 wurde Ransford mit Lyle R. Wheeler und Thomas Little erstmals für einen Oscar für das beste Szenenbild nominiert, und zwar für den Farbfilm Todsünde (Leave Her to Heaven, 1945) von John M. Stahl mit Gene Tierney, Cornel Wilde und Jeanne Crain in den Hauptrollen. Eine weitere Nominierung für den Oscar für das beste Szenenbild bekam er mit Lyle R. Wheeler, Thomas Little sowie Paul S. Fox 1948 für den Schwarzweißfilm Eine Welt zu Füßen (The Foxes of Harrow, 1947) von John M. Stahl mit Rex Harrison, Maureen O’Hara und Richard Haydn.
Seine dritte und letzte Oscarnominierung für das beste Szenenbild erhielt Ransford bei der Oscarverleihung 1954 erneut mit Lyle R. Wheeler sowie mit Stuart A. Reiss für den Schwarzweißfilm Der Untergang der Titanic (Titanic, 1953) von Jean Negulesco mit Clifton Webb, Barbara Stanwyck und Robert Wagner als Hauptdarsteller. Ransford schuf bis zu seinem Eintritt in den Ruhestand 1961 die Szenenbilder für 53 Filme.

## Filmografie (Auswahl)
- 1942: The Pied Piper
- 1944: Das Rettungsboot (Lifeboat)
- 1944: Sweet and Low-Down
- 1945: Die tollkühnen Abenteuer des Captain Eddie (Captain Eddie)
- 1945: Todsünde (Leave Her to Heaven)
- 1947: Eine Welt zu Füßen (The Foxes of Harrow)
- 1948: Nachtclub-Lilly (Road House)
- 1949: Der Liebesprofessor (Mother Is a Freshman)
- 1949: Der Kommandeur (Twelve O’Clock High)
- 1949: Der Schlagerkönig (Oh, You Beautiful Doll)
- 1950: Unter Geheimbefehl (Panic in the Streets)
- 1951: Rommel, der Wüstenfuchs (The Desert Fox)
- 1952: Casanova wider Willen (Dreamboat)
- 1953: Niagara
- 1953: Der Untergang der Titanic (Titanic)
- 1953: Gefährliche Überfahrt (Dangerous Crossing)
- 1953: Der Hauptmann von Peshawar (King of the Khyber Rifles)
- 1954: Die gebrochene Lanze (Broken Lance)
- 1954: Die Spinne (Black Widow)
- 1955: Ein Mann namens Peter (A Man Called Peter)
- 1955: Die linke Hand Gottes (The Left Hand of God)
- 1955: Das Mädchen auf der roten Samtschaukel (The Girl in the Red Velvet Swing)
- 1955: Gefangene des Stroms (The Bottom of the Bottle)
- 1956: 23 Schritte zum Abgrund (23 Paces to Baker Street)
- 1956: Fanfaren der Freude (The Best Things in Life Are Free)
- 1956: Pulverdampf und heiße Lieder (Love Me Tender)
- 1957: Eine Frau, die alles weiß (Desk Set)
- 1958: Der lange heiße Sommer (The Long, Hot Summer)
- 1958: Kampfflieger (The Hunters)
- 1959: Der blaue Engel (The Blue Angel)
- 1959: Über den Gassen von Nizza (The Man Who Understood Women)
- 1959: Die Krone des Lebens (Beloved Infidel)
- 1960: Von der Terrasse (From the Terrace)